# Amarcord (Sarah Toscano)
Amarcord è un singolo della cantautrice italiana Sarah Toscano, pubblicato il 12 febbraio 2025.
Il brano è stato presentato in gara durante la 75ª edizione del Festival di Sanremo, dove si è classificato al diciassettesimo posto al termine della manifestazione.

## Antefatti e descrizione
Il brano, scritto dalla stessa cantautrice con Eugenio Maimone, Federica Abbate e Jacopo Angelo Ettorre, in arte Jacopo Èt, è prodotto da ITACA, team fondato dal duo musicale Merk & Kremont, e Leonardo Grillotti, in arte Wolvs. Esso, avendo segnato la prima partecipazione dell'artista al Festival di Sanremo, è stato descritto in una breve intervista in conferenza stampa:
Nel corso della conferenza stampa del 13 gennaio 2025 Elettra Lamborghini, co-conduttrice della terza serata del festival, ha rivelato che il brano era stato proposto a lei, che però non sentendosi sicura del pezzo, è stato scartato e riadattato per la cantante in gara Sarah Toscano.

## Promozione
Dopo la conferma della cantautrice tra i big in gara al Festival di Sanremo 2025, annunciata da Carlo Conti al TG1 il 1º dicembre 2024, il titolo del brano è stato rivelato il 18 dicembre nel corso della finale della diciottesima edizione del concorso canoro Sanremo Giovani. Dall'11 al 15 febbraio 2025, durante la settimana del festival, la storica gelateria Lollipop situata in Piazza Cristoforo Colombo 12 a Sanremo, ha cambiato il nome in Gelateria Amacord, uno spazio speciale dedicato alla cantautrice all'esordio al festival. Anche in questa occasione, come avvenuto con il brano Tacchi (fra le dita), la cantautrice ha collaborato con il marchio d'abbigliamento Horda per lanciare sul mercato delle t-shirt, accompagnate sul retro da una citazione del brano sanremese. Il 28 febbraio la cantautrice è stata ospite nella redazione di TV Sorrisi e Canzoni, dove ha eseguito in anteprima una versione acustica di Amarcord insieme al brano Tacchi (fra le dita).

## Video musicale
Il video musicale, diretto da Byron Rosero e girato a Milano presso il teatro Oscar e l'Europark Idroscalo Milano, è stato pubblicato in concomitanza all'uscita del brano attraverso il canale YouTube della cantautrice.

## Tracce
Testi di Sarah Toscano, Eugenio Maimone, Federica Abbate e Jacopo Angelo Ettorre, musiche di Eugenio Maimone, Federica Abbate, Federico Mercuri, Giordano Cremona, Jacopo Angelo Ettorre e Leonardo Grillotti.
Download digitale, streaming
1. Amarcord – 3:03

Acoustic version
1. Amarcord (acoustic version) – 3:03

7"
- Lato A

1. Amarcord – 3:03

- Lato B

1. Tacchi (fra le dita) – 2:46

## Formazione
- Sarah Toscano – voce
- Federico Mercuri – programmazione, produzione
- Giordano Cremona – programmazione, produzione
- Leonardo "Wolvs" Grillotti – produzione

## Classifiche
| Classifica (2025) | Posizione massima |
| ----------------- | ----------------- |
| Italia            | 19                |

## Date di pubblicazione
| Paese  | Data             | Formato                      | Etichetta          | Nota   |
| ------ | ---------------- | ---------------------------- | ------------------ | ------ |
| Mondo  | 12 febbraio 2025 | Download digitale, streaming | Warner Music Italy | [ 32 ] |
| Italia | 12 febbraio 2025 | Contemporary hit radio       | Warner Music Italy | [ 4 ]  |
| Italia | 14 febbraio 2025 | 7"                           | Warner Music Italy | [ 33 ] |